# ماریا لوئیسا مرلو
ماریا لوئیسا مرلو (اسپانیایی: María Luisa Merlo‎؛ زادهٔ ۶ سپتامبر ۱۹۴۱) بازیگر اهل اسپانیا است. وی از سال ۱۹۵۷ میلادی تاکنون مشغول فعالیت بوده‌است.
از فیلم‌ها یا مجموعه‌های تلویزیونی که وی در آن‌ها نقش داشته‌است، می‌توان به ماه سیاه اشاره نمود.